# اینیشن

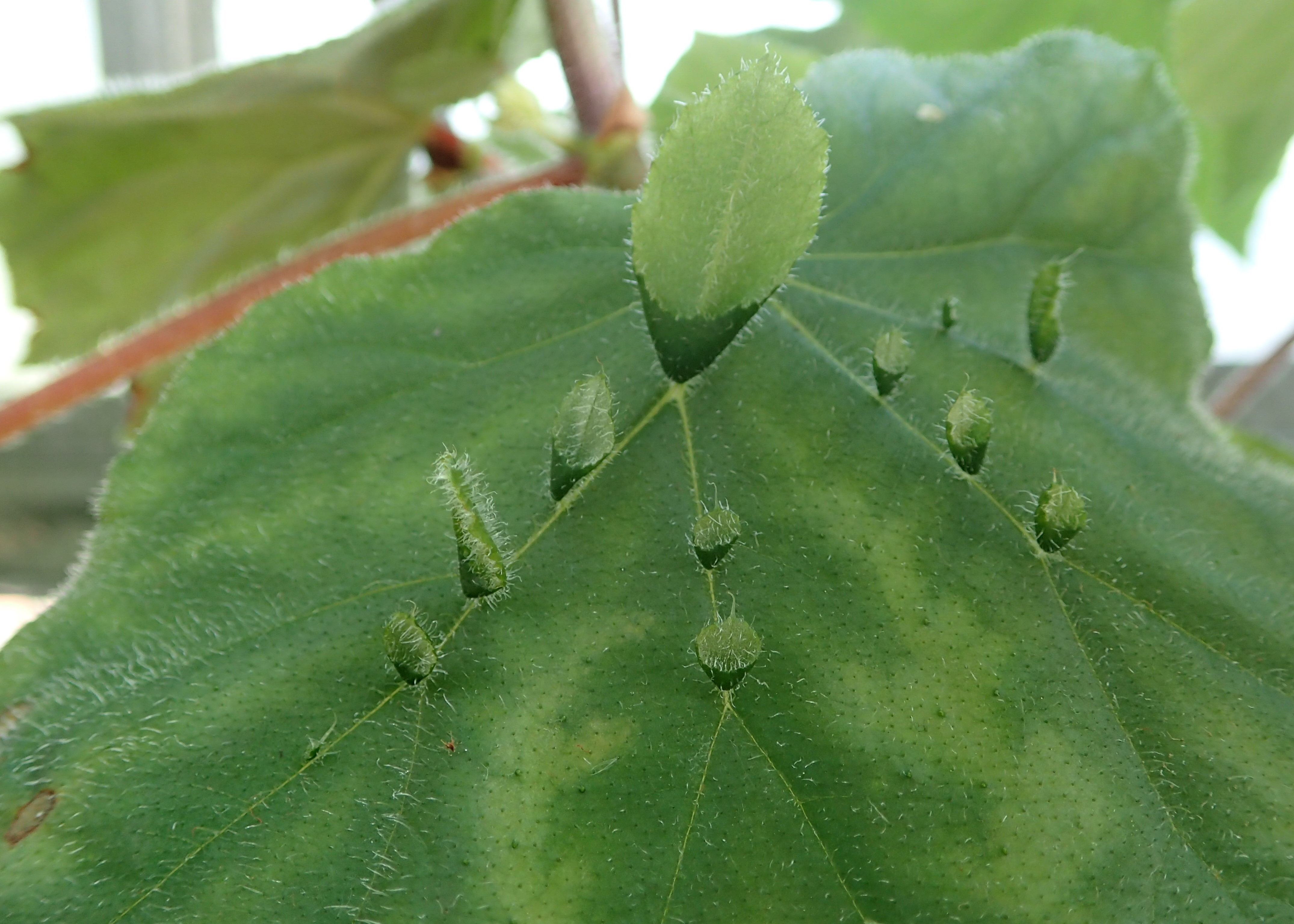
نوعی گیاه اینشن

اینیشن (انگلیسی: Enation)، ساختارهای برگ مانند فلس‌دار هستند که از نظر نبود بافت آوندی با برگ‌ها متفاوت هستند. آنها توسط برخی بیماری‌های برگ ایجاد می‌شوند و به‌طور معمول در پسیلوتوم رخ می‌دهند. اینیشن‌ها همچنین در برخی از گیاهان اولیه مانند راینیا (Rhynia) یافت می‌شود، جایی که فرض بر این است که آنها در فتوسنتز کمک کرده‌اند.